# جو شاو
جوزف ابنزر "جو" شاو (به انگلیسی: Joe Shaw) (زاده ۷ مه ۱۸۸۳-سپتامبر ۱۹۶۳) بازیکن فوتبال و مربی فوتبال اهل انگلستان بود. او سابقه بازی و هم‌چنین سابقه مربی‌گری در آرسنال را دارد.